# Tremetussià
|  | Per a altres significats, vegeu «Tremithos (desambiguació)». |

Tremetussià (grec: Τρεμετουσιά), antigament Tremithus (grec medieval: Τρεμιθοῦς), és una ciutat de l'interior de Xipre controlada per la República Turca de Xipre del Nord. Fou seu d'un bisbat sota l'Imperi Romà d'Orient. El seu nom deriva dels arbres terebinthoi que creixen al seu retorn.